# Holzkirchen (Oberbayern)

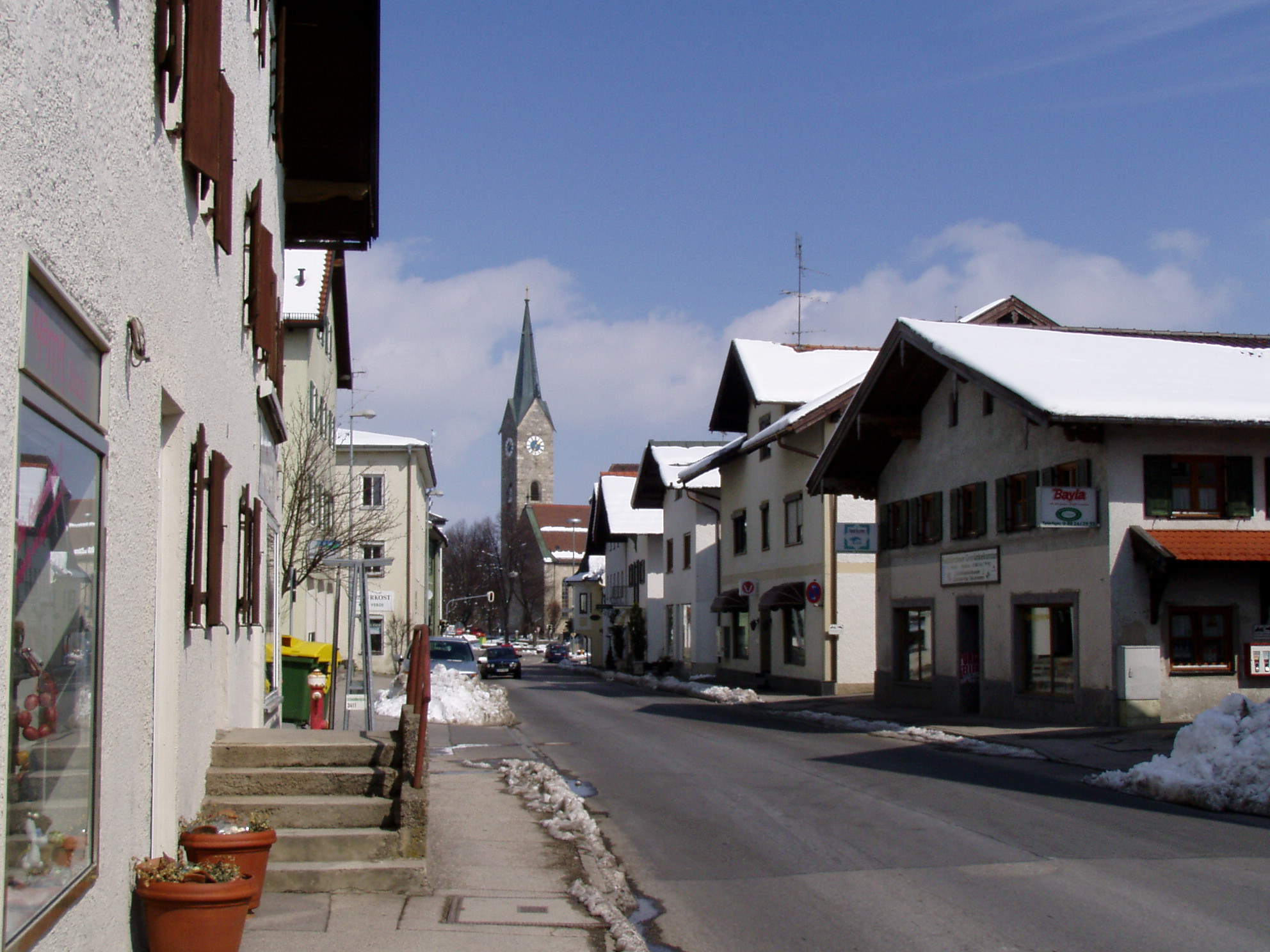
Tölzer Straße in Holzkirchen

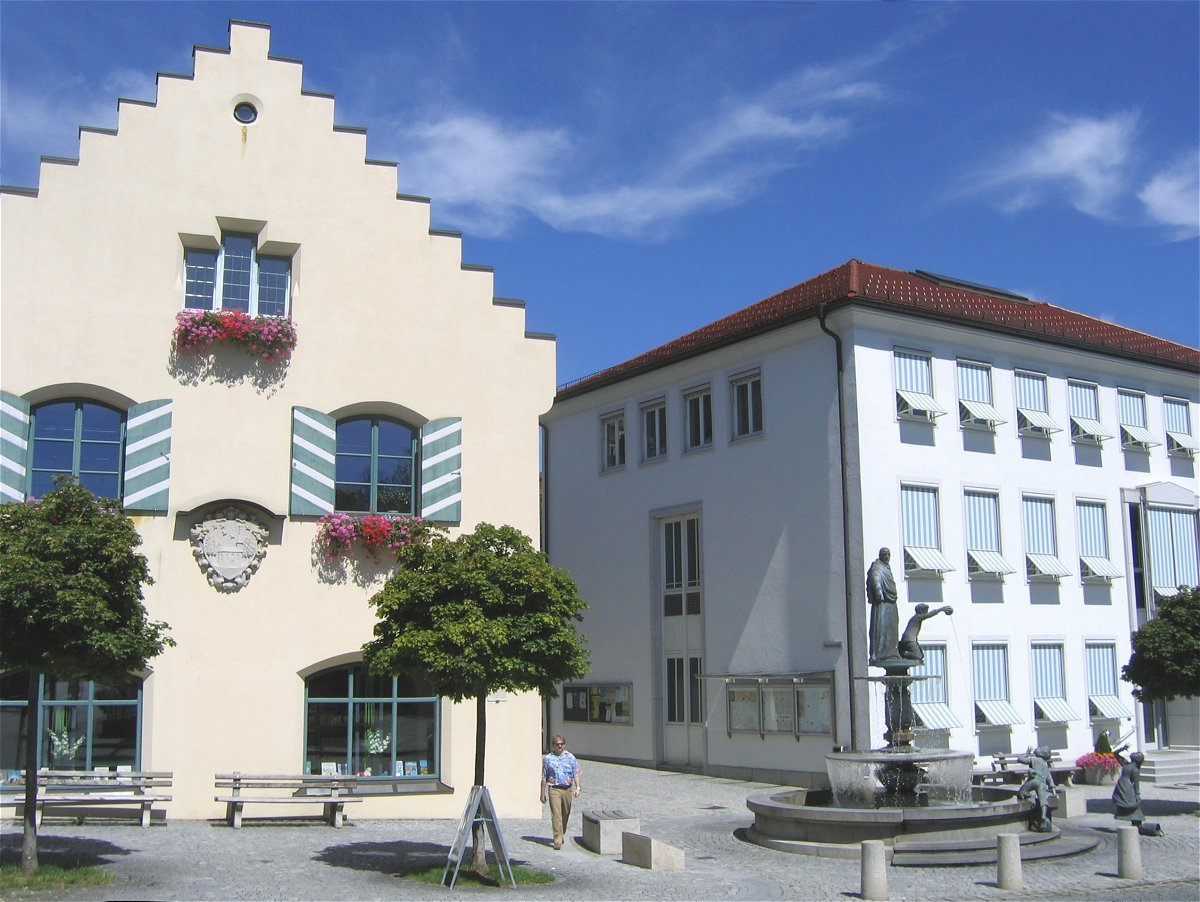
Altes und neues Rathaus mit Brunnen

Holzkirchen ist ein Markt mit zirka 16.000 Einwohnern im oberbayerischen Landkreis Miesbach. Die Marktgemeinde ist die bevölkerungsreichste und wirtschaftlich stärkste Kommune des Landkreises.

## Geographie

### Lage
Die Gemeinde liegt circa 30 Kilometer südlich der Landeshauptstadt München und jeweils circa 20 Kilometer nördlich des Tegernsees sowie der Kurstadt Bad Tölz.

### Klima
|                        | Jan  | Feb  | Mär  | Apr  | Mai  | Jun  | Jul  | Aug  | Sep  | Okt  | Nov | Dez  |   |      |
| Mittl. Temperatur (°C) | −0,6 | 1,7  | 4,5  | 9,5  | 12,3 | 17,1 | 18,5 | 18,2 | 13,8 | 9,3  | 3,8 | 1,2  | ⌀ | 9,1  |
| Mittl. Tagesmax. (°C)  | 3,5  | 6,7  | 9,8  | 15,6 | 18,0 | 22,9 | 24,4 | 24,1 | 19,7 | 14,8 | 8,1 | 5,4  | ⌀ | 14,5 |
| Mittl. Tagesmin. (°C)  | −4,1 | −2,4 | −0,4 | 3,4  | 6,7  | 11,7 | 12,9 | 12,8 | 8,9  | 4,9  | 0,4 | −2,3 | ⌀ | 4,4  |
|                        |      |      |      |      |      |      |      |      |      |      |     |      |   |      |
| Niederschlag (mm)      | 119  | 67   | 66   | 70   | 135  | 137  | 165  | 146  | 112  | 95   | 61  | 74   | Σ | 1247 |
|                        |      |      |      |      |      |      |      |      |      |      |     |      |   |      |
| Regentage (d)          | 17   | 11   | 16   | 11   | 17   | 16   | 15   | 14   | 13   | 15   | 13  | 16   | Σ | 174  |

| −4,1 |

| −2,4 |

| −0,4 |

| 3,4 |

| 6,7 |

| 11,7 |

| 12,9 |

| 12,8 |

| 8,9 |

| 4,9 |

| 0,4 |

| −2,3 |

| −4,1 |

| −2,4 |

| −0,4 |

| 3,4 |

| 6,7 |

| 11,7 |

| 12,9 |

| 12,8 |

| 8,9 |

| 4,9 |

| 0,4 |

| −2,3 |

| N i e d e r s c h l a g | 119 | 67  | 66  | 70  | 135 | 137 | 165 | 146 | 112 | 95  | 61  | 74  |
|                         | Jan | Feb | Mär | Apr | Mai | Jun | Jul | Aug | Sep | Okt | Nov | Dez |

### Gemeindegliederung
Es gibt 36 Gemeindeteile (in Klammern ist der Siedlungstyp angegeben):
- Aberg (Weiler)
- Asberg (Weiler)
- Babenberg (Einöde)
- Baumgarten (Einöde)
- Buch (Weiler)
- Erlkam (Dorf)
- Fellach (Kirchdorf)
- Fichtholz (Siedlung)
- Föching (Kirchdorf)
- Forstbauer (Weiler)
- Grasberg (Einöde)
- Großhartpenning (Pfarrdorf)
- Haid (Dorf)
- Heignkam (Einöde)
- Holzbauer (Einöde)
- Holzkirchen (Hauptort)
- Inselkam (Einöde)
- Kleinhartpenning (Kirchdorf)
- Kögelsberg (Einöde)
- Kühlechner (Einöde)
- Kurzenberg (Weiler)
- Leithen (Einöde)
- Maitz (Einöde)
- Marschall (Dorf)
- Mölgg-Aberg (Weiler)
- Nehaider (Einöde)
- Pelletsmühl (Einöde)
- Reith (Einöde)
- Ried (Einöde)
- Roggersdorf (Kirchdorf)
- Stubenbach (Einöde)
- Sufferloh (Kirchdorf)
- Teufelsgraben (Weiler)
- Thann (Weiler)
- Thannseidl (Einöde)
- Winkel (Einöde)

Es gibt die Gemarkungen Hartpenning, Holzkirchen und Föching.

### Natur
Das folgende Schutzgebiet berührt das Gemeindegebiet:
- Fauna-Flora-Habitat-Gebiet Ellbach- und Kirchseemoor (8235-301)

## Geschichte

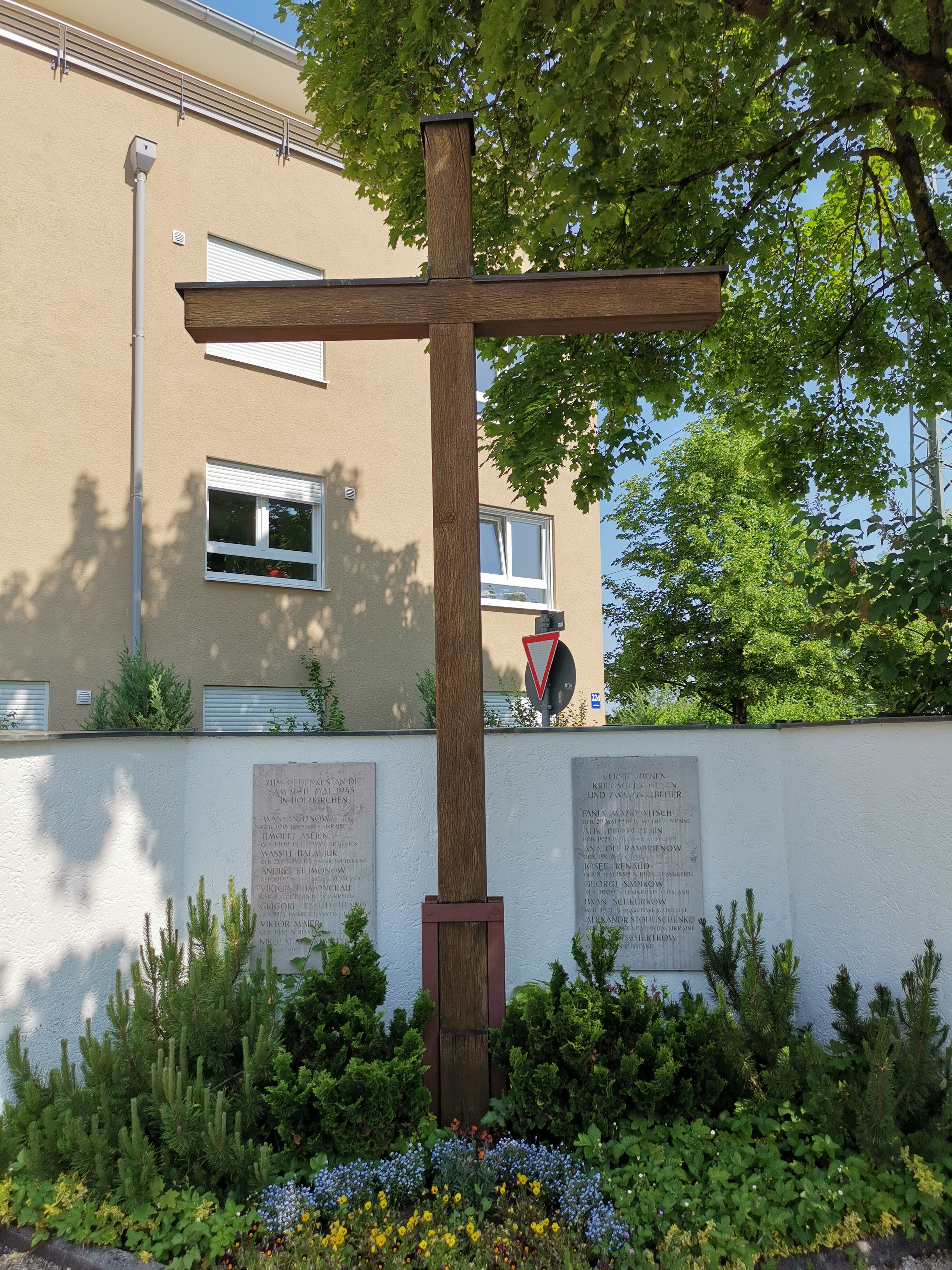
Gedenktafeln für Kriegsgefangene und Zwangsarbeiter, Alter Friedhof

### Bis zum 19. Jahrhundert
Die Holzkirchner Gegend war schon zur frühen Bronzezeit (1800–150 v. Chr.) besiedelt, wie einige Funde von Kupferringbarren zeigen. Während der Römerzeit kreuzten sich zwei Römerstraßen (Augsburg – Salzburg und Freising – Achensee). 1286 wurde Holzkirchen das erste Mal als Markt bezeichnet. 1857 wurde die erste Eisenbahnlinie (München – Holzkirchen – Rosenheim) eröffnet.

### 20. Jahrhundert
Während des Zweiten Weltkriegs erlitt Holzkirchen trotz seiner Bedeutung für den Schienenverkehr nur geringe Schäden. Auch ein Kampf um den Ort gegen die vorrückenden Alliierten 1945 konnte durch umsichtiges Handeln einiger Gemeindebürger verhindert werden. Dagegen fielen kurz nach Kriegsende 16 überwiegend osteuropäische Zwangsarbeiter einer Methanolvergiftung zum Opfer.

### Eingemeindungen
Am 1. Mai 1978 wurden im Zuge der Gemeindegebietsreform die Gemeinde Hartpenning und Gebietsteile der aufgelösten Gemeinde Föching eingegliedert.

### Einwohnerentwicklung
Zwischen 1988 und 2018 wuchs der Markt von 11.395 auf 16.581 um 5.186 Einwohner bzw. um 45,5 %.

## Religion

### Römisch-katholisch
Im Pfarrverband Holzkirchen (Holzkirchen – Föching – Hartpenning) befinden sich 4 Kirchengemeinden:
- St. Laurentius (Holzkirchen, Marktplatz)
- St. Josef (Holzkirchen, St.-Josef-Straße): Der 1962 erbaute Vorgängerbau musste wegen statischer Mängel der Dachkonstruktion im November 2011 geschlossen werden, die Kirche wurde am 24. Juni 2012 profaniert[7] und im Spätsommer 2014 abgerissen – nur der separat stehende Glockenturm blieb erhalten. Für den Nachfolgebau (Holzbauwerk) mit 400 Sitzplätzen wurde ein Architektenwettbewerb durchgeführt, der Gewinner war Eberhard Wimmer. Der Baubeginn erfolgte im Oktober 2015, die Grundsteinlegung war am 18. März 2016, Ende 2017 wurde der Bau fertiggestellt. Die Kosten für den Neubau belaufen sich auf 10,63 Millionen Euro. Die Einweihung durch Reinhard Kardinal Marx war am 18. März 2018.
- St. Johann Baptist (Föching)
- Mariä Heimsuchung (Hartpenning)

### Evangelisch-lutherisch
Nach bescheidenen Anfängen in der Reformationszeit fand 1878 der erste evangelische Gottesdienst auf Holzkirchener Gebiet auf dem Aberghof in Föching statt. Im Dezember 1898 wurde der Betsaal an der Haidstraße eingeweiht, die spätere Apostel-Thomas-Kirche. Genau 100 Jahre diente sie der Evang.-Luth. Kirchengemeinde als Gottesdienstraum. Am 20. Dezember 1998 wurde die neue Segenskirche eingeweiht, 2008 dann das aus den ehemaligen Gebäuden Pfarrhaus und Apostel-Thomas-Kirche neu geschaffene Thomashaus. Damit war das Ensemble aus Kirche, Gemeinderäumen und Kindergarten vollständig. Die Evang.-Luth. Kirchengemeinde umfasst außer dem Hauptort und Namensgeber Holzkirchen noch die politischen Gemeinden Otterfing, Sauerlach, Valley, Warngau sowie Teile von Dietramszell und Egling. Sie hat rund 4900 Mitglieder, davon rund 2500 in Holzkirchen. Die Kirchengemeinde hat die Betriebsträgerschaft des evangelischen Integrationskindergartens Hollerbusch.

### Pfingstgemeinde
Seit 2007 gibt es in Holzkirchen eine Freikirchliche Pfingstgemeinde des Bundes Freikirchlicher Pfingstgemeinden. Im Dezember 2009 konnten die Geschäftsräume der früheren Löwen-Apotheke in der Tölzer Straße nach umfangreichen Renovierungsarbeiten in Betrieb genommen werden. Die Pfingstgemeinde bietet neben einem wöchentlichen Gottesdienst die Teilnahme an Hauskreisen und Jugendtreffen an.

## Politik

### Gemeinderat
Die vergangenen Kommunalwahlen führten zu den folgenden Sitzverteilungen im Marktgemeinderat:
| Partei/Liste | 2014 | 2020 |
| ------------ | ---- | ---- |
| CSU          | 9    | 8    |
| GRÜNE        | 4    | 6    |
| FW/FWG       | 6    | 5    |
| SPD          | 5    | 4    |
| FDP          | –    | 1    |
| Gesamt       | 24   | 24   |

### Wappen
| Wappen von Holzkirchen | Blasonierung: „In Rot auf grünem Boden eine silberne Kirche mit Sattelturm und blauem Dach, beiderseits und über dem Langhaus der Kirche je eine grüne Tanne.“ |
| Wappen von Holzkirchen | Wappenbegründung: Die von Tannen umgebene Kirche ergibt ein vollständig für den Ortsnamen redendes Bild: Kirche im oder am Holz (altbayerisch für Wald). Holzkirchen war Markt des Klosters Tegernsee mit nur geringen Selbstverwaltungsrechten. Das erste Marktsiegel aus dem 16. Jahrhundert zeigt eine Kirche mit Spitzturm in einem naturalistisch dargestellten Wald, darüber Sterne. Im Siegel des 18. Jahrhunderts hat der Kirchturm ein Zwiebeldach, der Wald nur zwei Bäume; über der Kirche schwebt ein wachsender Engel. In den ältesten farbigen Darstellungen des Wappens (1562, 1568) war dem Siegelbild noch ein Rautenschildhaupt hinzugefügt. 1812 wird von der Marktgemeinde als Wappen eine Kirche mit Spitzturm in naturalistischem Wald angegeben. 1818 erklärte das Landgericht Miesbach, der Markt habe nie ein Wappen gehabt. Hupp (1912) gibt das alte Marktsiegel als Ortswappen an. Erst 1929 erhielt der Markt Holzkirchen die Genehmigung des Innenministeriums, ein Wappen zu führen. Die Gestaltung des Wappens orientierte sich am ältesten Marktsiegel (Kirche mit Satteldach, drei Bäume). Dieses Wappen wird seit 1929 geführt. |

## Kultur und Sehenswürdigkeiten

### Sport

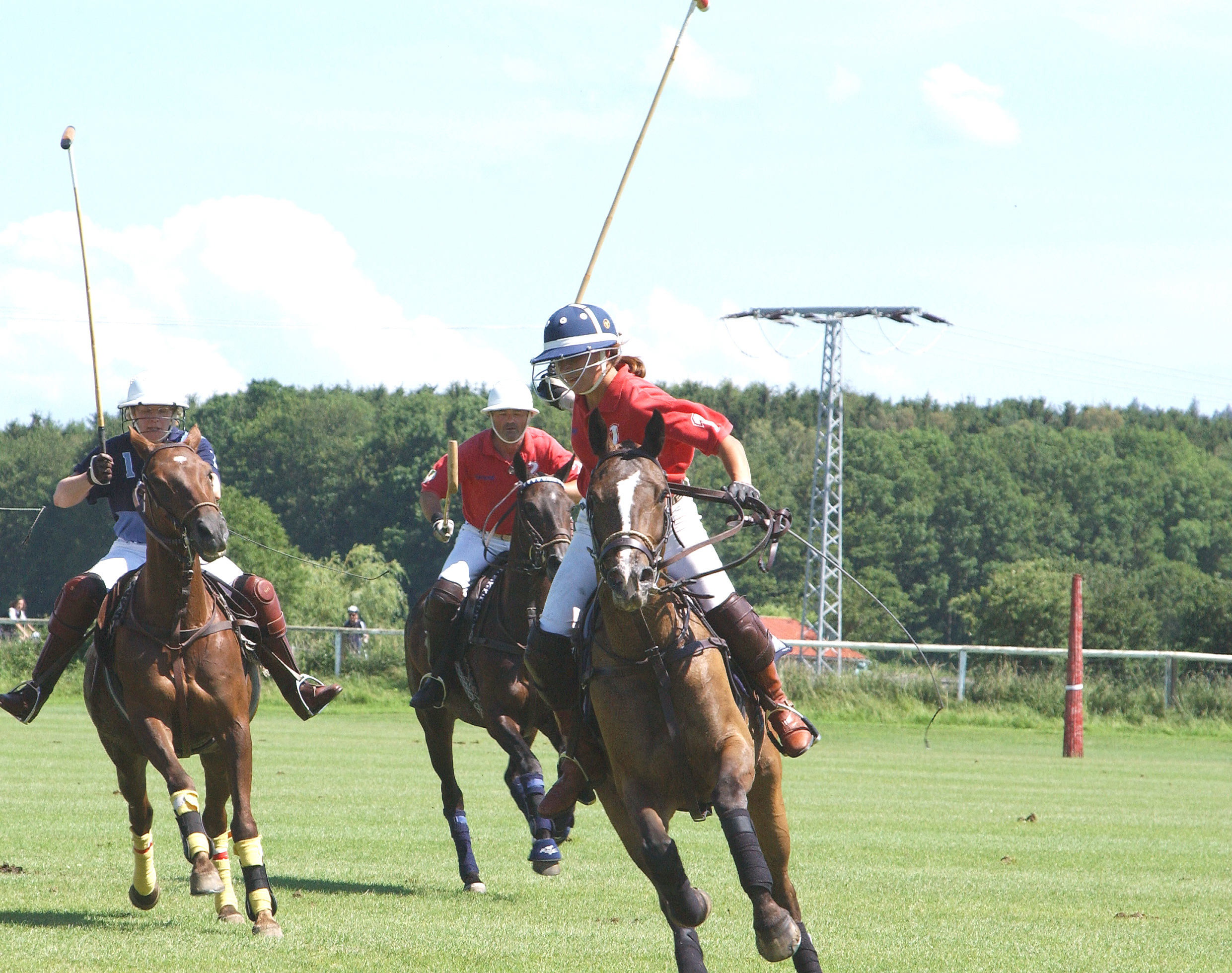
Polospiel in Holzkirchen

Die erste Mannschaft des ESC Holzkirchen spielt in der Eishockey Bezirksliga und lockt zu den Heimspielen durchschnittlich rund 300 Zuschauer ins Eisstadion an der Thanner Straße.
Die Fußballabteilung des TuS Holzkirchen spielt in der Landesliga Südost. Von 2017 bis 2019 trat man in der Bayernliga Süd an. Die Heimspiele werden in der Sportanlage Haidstraße in Holzkirchen ausgetragen.
Der 2005 gegründete Radsport- und Lauf-Club Holzkirchen e. V. (RSLC) ist Veranstalter des Holzkirchner Marktlaufs im Oktober und des Holzkirchner Adventslaufs im Dezember.

### Medien
Als lokale Tageszeitung erscheint der „Holzkirchner Merkur“, eine Lokalausgabe des Münchner Merkur. Zudem erscheint zweimal wöchentlich das Anzeigenblatt „Das Gelbe Blatt“, das auch Artikel und redaktionelle Inhalte umfasst. Die Lokalausgabe „Holzkirchner SZ“ der Süddeutschen Zeitung wurde im Jahr 2004 aus Kostengründen mit weiteren Lokalausgaben vom Verlag eingestellt.
Der Lokalradio-Sender Radio Alpenwelle, dessen Sendegebiet die Landkreise Miesbach und Landkreis Bad Tölz-Wolfratshausen umfasst, wurde 1991 in den Räumen von „Studio 1 Holzkirchen“ („o-tv“) gegründet, damals noch unter dem Namen „studio1FM“.
Bis Ende 2002 existierte der lokale Fernsehsender „o-tv“ (als „Studio 1 – Holzkirchen“ jetzt bei YouTube), der sein Programm mit Nachrichten- und Unterhaltungsinhalten über das Kabelnetz im gesamten bayerischen Oberland verbreitete.

### Baudenkmäler
- Altes Rathaus (Holzkirchen)

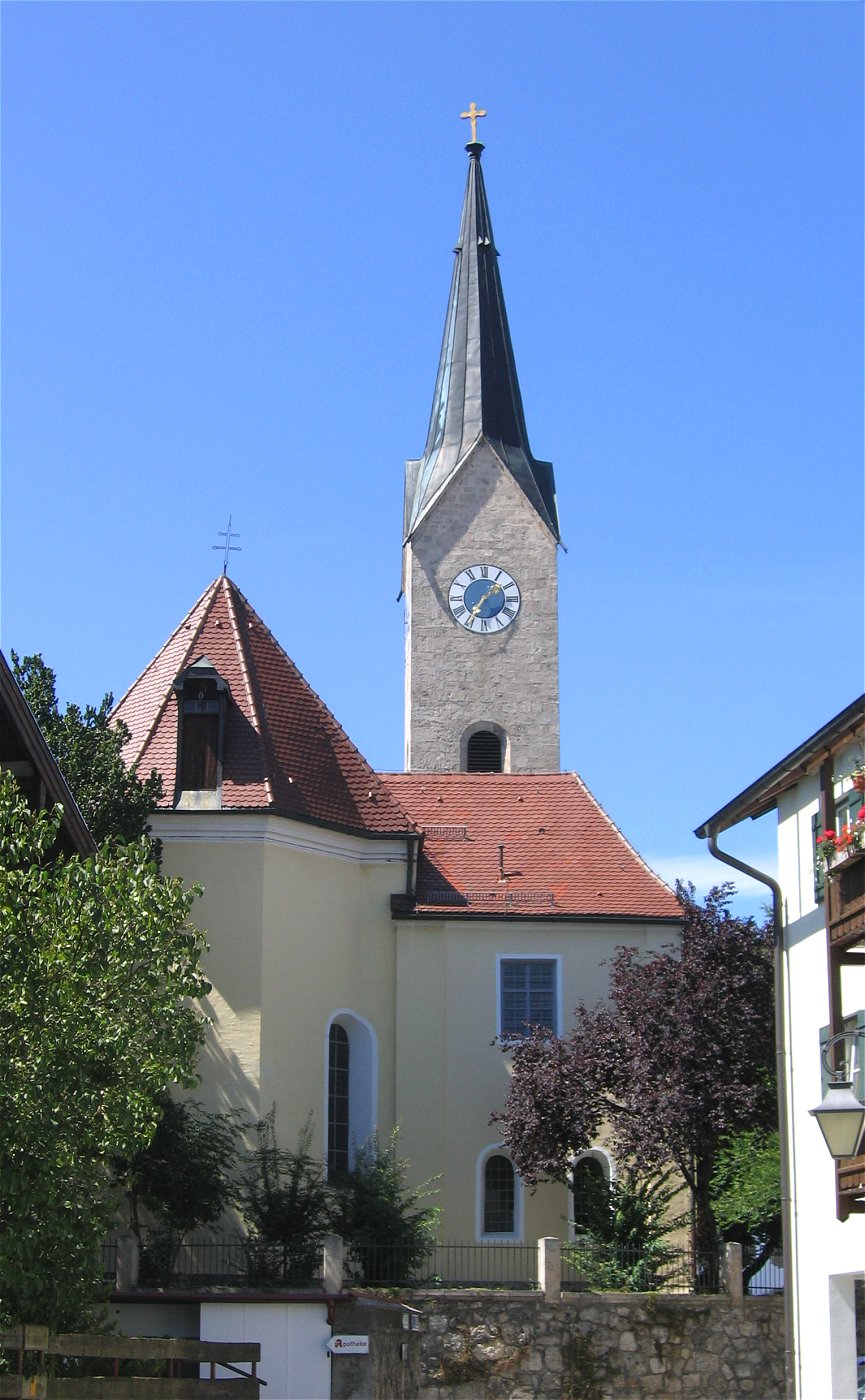
Kirche St. Laurentius, Holzkirchen
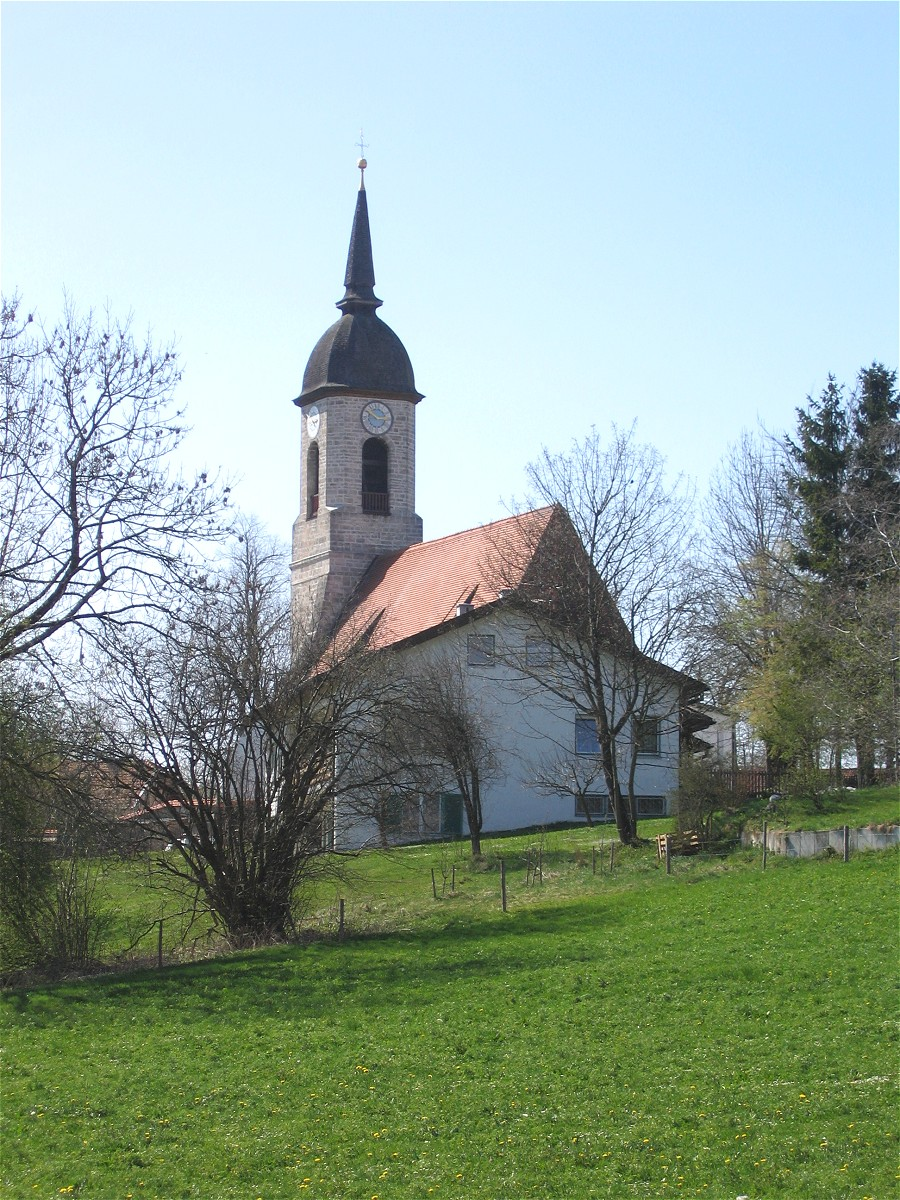
Großhartpenning
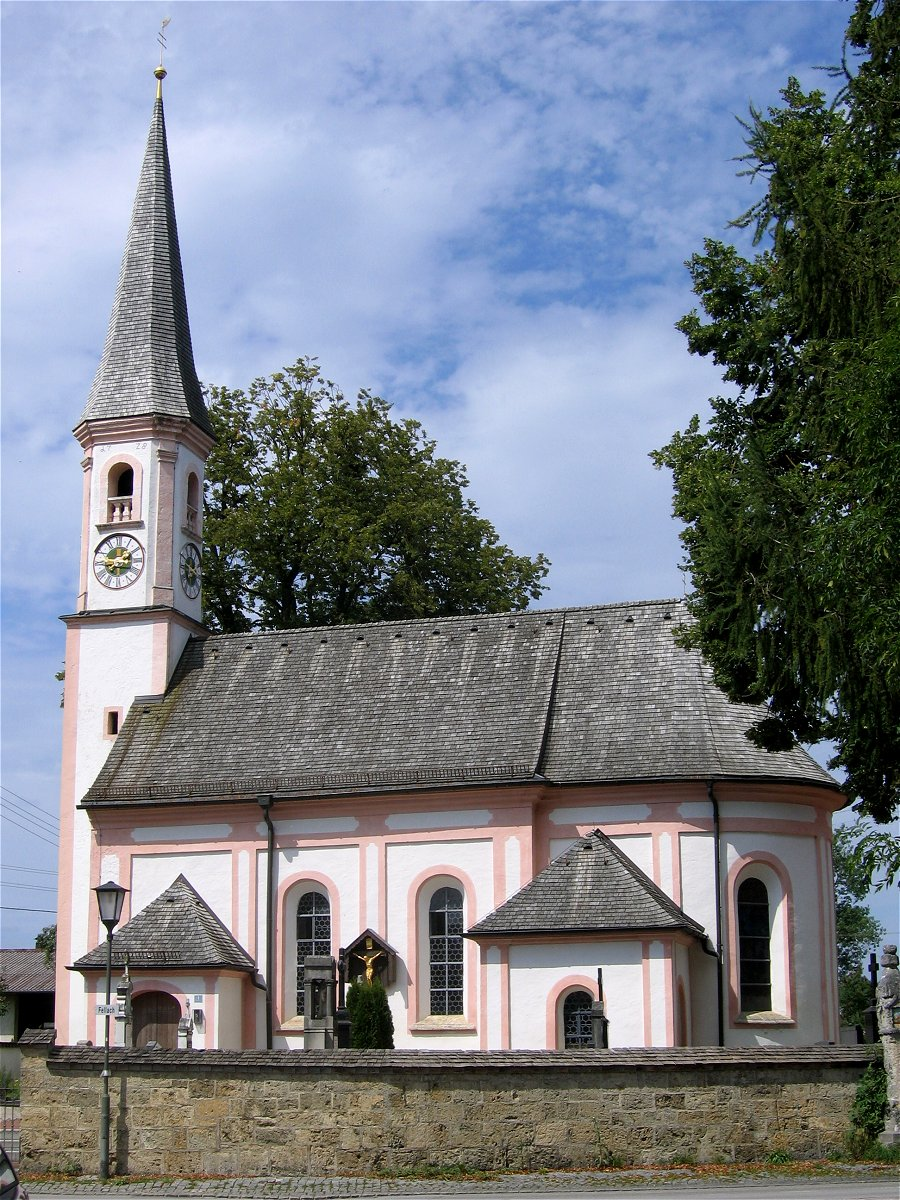
Kirche in Fellach
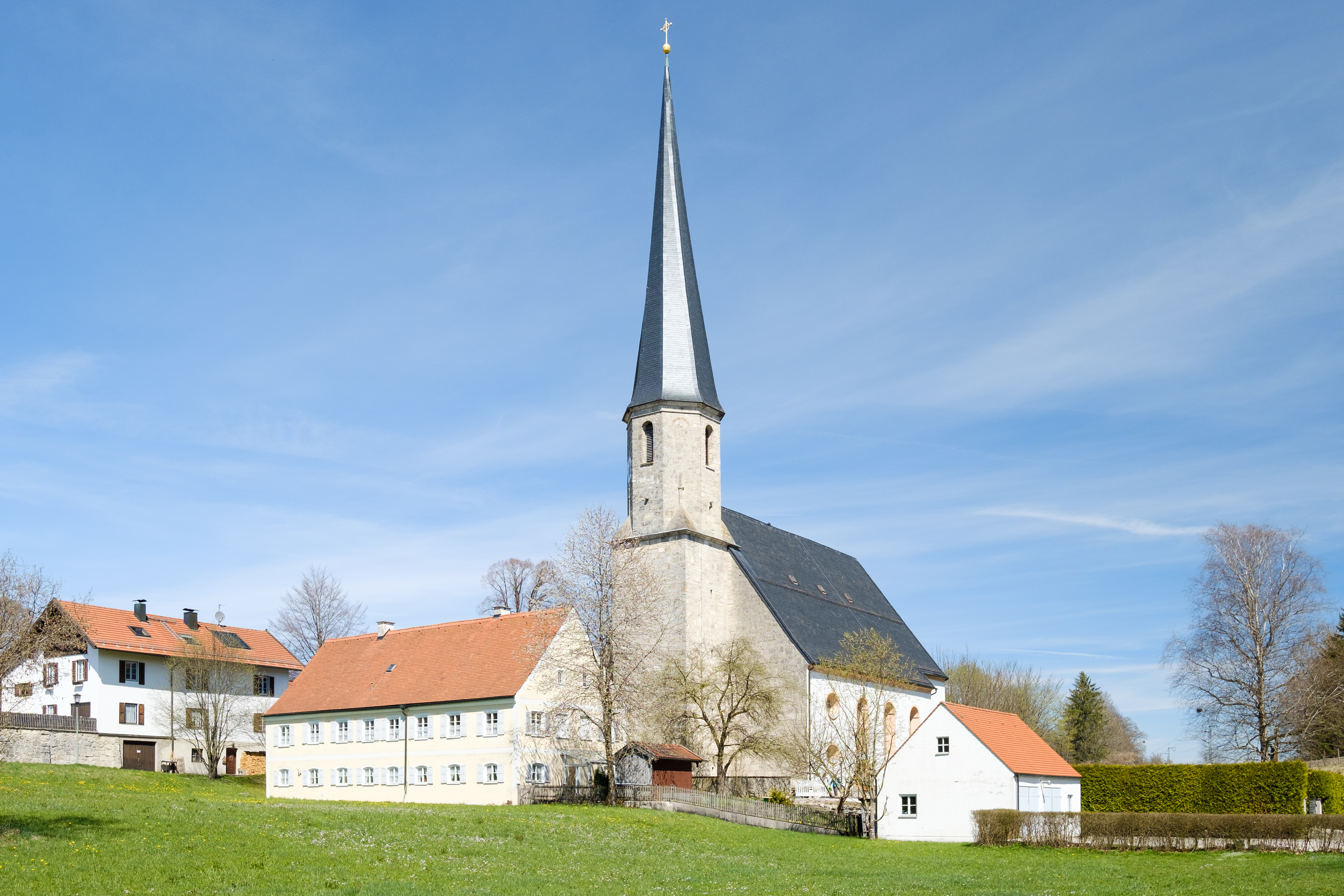
St. Johannes der Täufer in Föching

## Wirtschaft und Infrastruktur

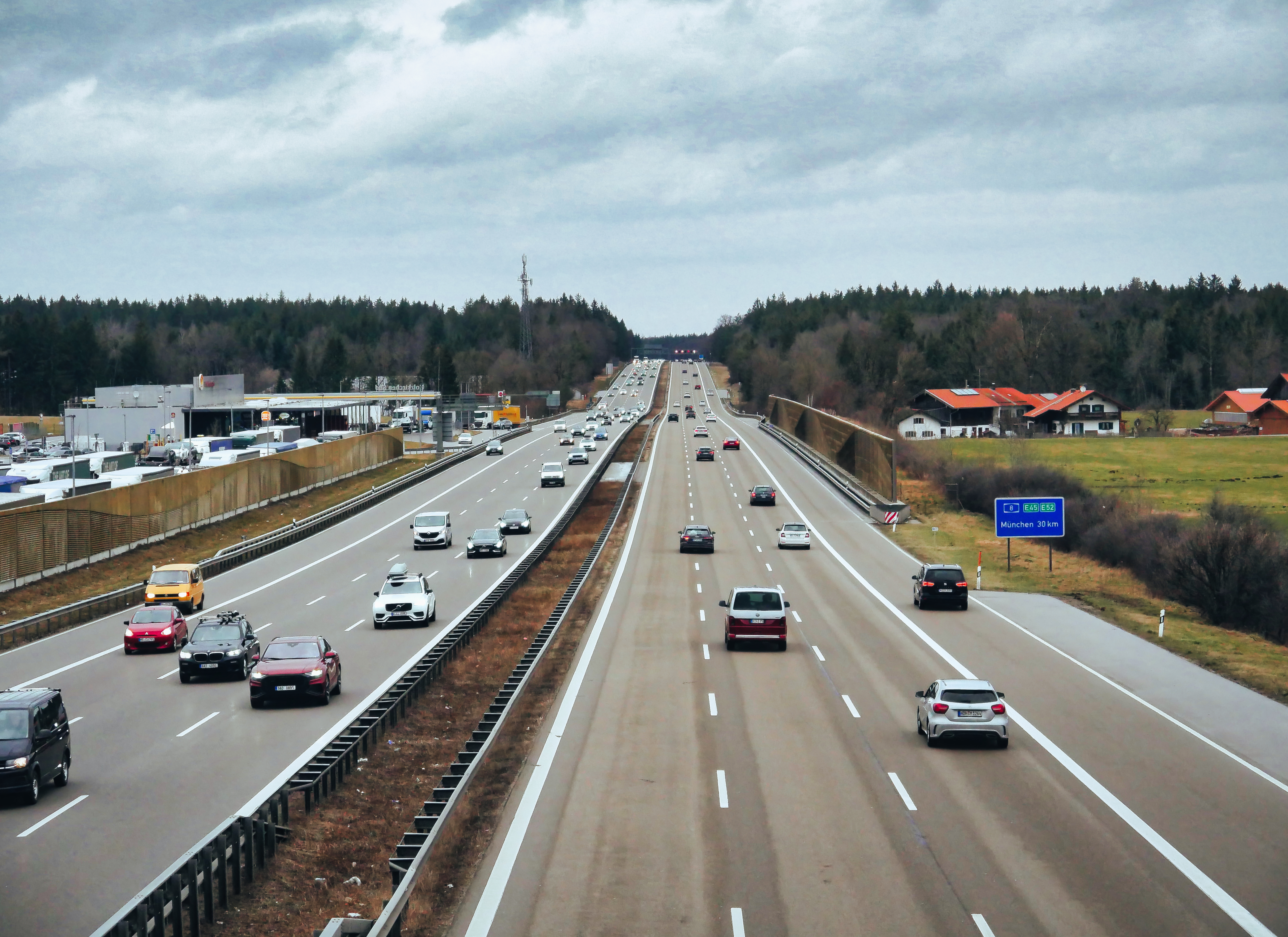
Autobahn A8 bei Holzkirchen

### Infrastruktur
Die Gemeinde verfügt über eine sehr gute Infrastruktur vor allem im Bereich Verkehr.

#### Verkehr

##### Straße
Der Hauptort liegt nahe der Autobahn A8 (Anschlussstelle Holzkirchen/AS-Nr. 97). Die Bundesstraßen 13 und 318 kreuzen sich in Holzkirchen. Der Markt befindet sich rund 42 Kilometer westlich von Rosenheim, jeweils 18 Kilometer von Bad Tölz und Miesbach entfernt sowie 30 Kilometer südlich der Landeshauptstadt München.
Eine nördliche Umgehungsstraße zwischen B 13 und B 318 wurde am 18. Dezember 2009 für den Verkehr freigegeben. Der westliche Abschnitt dieser neuen Kreisstraße war bereits im Oktober 2007 fertiggestellt worden.

##### Bahn
Der Verkehrsknotenpunkt Holzkirchen verfügt mit der Bahnstrecke München–Lenggries und der Bahnstrecke München Ost–Deisenhofen über eine gute Verkehrsanbindung nach München (u. a. S-Bahn-Anschluss (Linie S 3 im 20-Minuten-Takt)). Die Bahnstrecke München–Lenggries und die Bahnstrecke Holzkirchen–Schliersee werden von der Bayerischen Oberlandbahn (BOB) jeweils im Stundentakt befahren und bieten Direktverbindungen nach Tegernsee, Lenggries und Bayrischzell. Auf der Mangfallbahn über Bad Aibling nach Rosenheim verkehren im Stundentakt Regionalzüge der BOB. Werktags bestehen einzelne durchgehende Verbindungen der BOB zwischen Rosenheim, Holzkirchen und München Hbf.
| S3 | Mammendorf – Malching – Maisach – Gernlinden – Esting – Olching – Gröbenzell – Lochhausen – Langwied – Pasing – Laim – Hirschgarten – Donnersbergerbrücke – Hackerbrücke – Hauptbahnhof – Karlsplatz (Stachus) – Marienplatz – Isartor – Rosenheimer Platz – Ostbahnhof – St.-Martin-Straße – Giesing – Fasangarten – Fasanenpark – Unterhaching – Taufkirchen – Furth – Deisenhofen – Sauerlach – Otterfing – Holzkirchen | 20-Minuten-Takt |

##### Bus
Es verkehren folgende Regional- und Stadtbuslinien des Oberbayernbus und des Münchner Verkehrs- und Tarifverbundes (MVV) am Bahnhof oder am Zentralen Omnibus-Bahnhof.
| Linie | Bezeichnung   | Verlauf |
| ----- | ------------- | --- |
| 9001  | Oberbayernbus | Ortsverkehr Holzkirchen, Linien 1–6                                                                                 |
| 9553  | Oberbayernbus | Holzkirchen (Oberbayern) – Sachsenkam – Schaftlach – Waakirchen – Reichersbeuern – Bad Tölz – Obergries – Lenggries |
| 9561  | Oberbayernbus | Holzkirchen (Oberbayern) – Valley – Weyarn – Miesbach – Hausham – Schliersee                                        |
| 9566  | Oberbayernbus | Holzkirchen (Oberbayern) – Warngau – Gmund – Tegernsee                                                              |
| 9567  | Oberbayernbus | Holzkirchen (Oberbayern) – Warngau – Miesbach                                                                       |
| 9568  | Oberbayernbus | Holzkirchen (Oberbayern) – Otterfing – Dietramszell – Bad Tölz                                                      |

#### Schulen
Trotz ihrer Größe hat die Gemeinde keine lange Tradition als wichtiger Schulstandort. Bis zur Jahrtausendwende gab es lediglich Grund- und Hauptschule sowie die private Wirtschaftsschule Pasold-Weißauer.
Seit der Jahrtausendwende bauen der Landkreis und der Markt den Standort zu einem regionalen Bildungszentrum aus. Es kamen eine weitere öffentliche Grundschule und eine staatliche Realschule hinzu. Die im Jahre 2005 fertiggestellte und von den Architekten „Rheinpark“ entworfene Grund- und Realschule legt Wert auf Energieeffizienz, die unter anderem durch das Wiesendach erreicht wird.

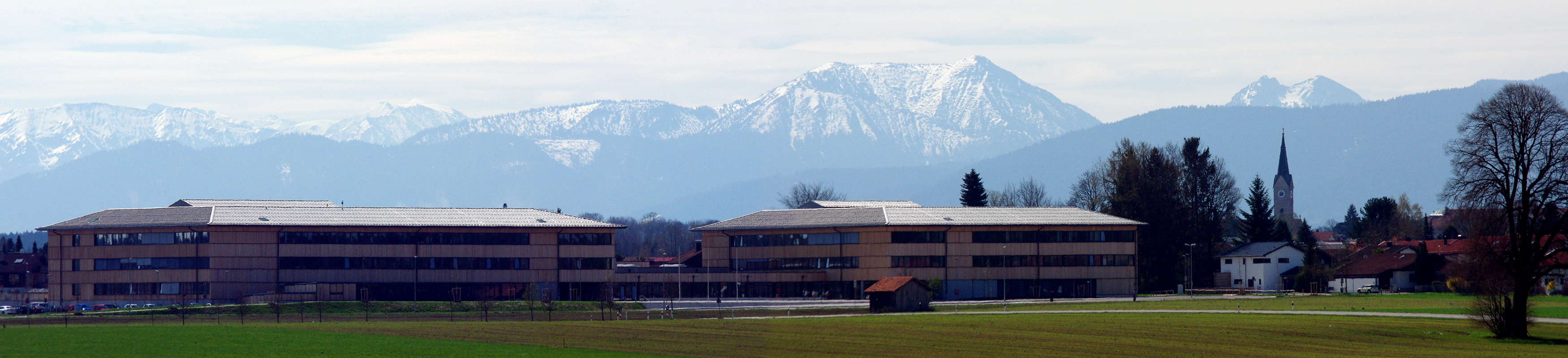
Gymnasium und FOS

Seit dem Schuljahr 2009/10 hat der Ort eine staatliche Berufliche Oberschule mit den Ausbildungsrichtungen Wirtschaft (FOS) und Sozialwesen (FOS), die Ausbildungsrichtung Technik (FOS) wird ab dem Schuljahr 2014/15 unterrichtet. Ein staatliches Gymnasium mit einem naturwissenschaftlich-technologischen und wirtschaftswissenschaftlichen Zweig nahm ebenfalls zum Schuljahr 2014/15 seinen Unterrichtsbetrieb auf. Für FOS und Gymnasium wurde ein neuer Campus an der Nordumgehung errichtet. Außerdem gibt es im Ort eine private Grundschule mit angeschlossenem Gymnasium.

#### Strom-, Wasser-, Erdgas- und Wärmeversorgung
Die Gemeindewerke Holzkirchen sind für die Strom-, Ergas-, Fernwärme- und Wasserversorgung zuständig. Ebenso betreiben die Gemeindewerke noch in Kooperation mit einem Eigenbetrieb das örtliche Eisstadion. Eine der größten Investitionen der letzten Jahre war die Errichtung eines Geothermie Kraftwerkes.

#### Geothermie

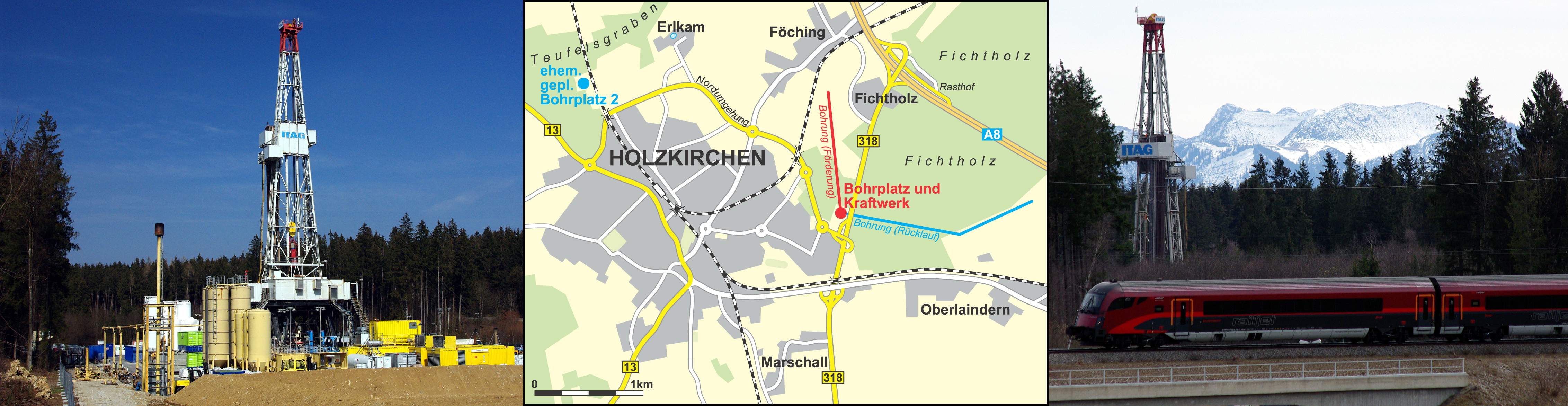
Bohrplatz im April 2016

Im Osten des Marktes (an der B 318) wurde durch die kommunalen Gemeindewerke Holzkirchen ein Geothermiekraftwerk errichtet. Am 30. April 2015 hat sich der Gemeinderat mit einer Mehrheit von 17 zu 8 Stimmen für die Realisierung des seit dem Jahr 2006 entwickelten Projekts entschieden.  Nach der Rodung des Bauplatzes wurden an den Ausgangspunkten für die beiden Tiefbohrungen der geothermischen Dublette zunächst zwei Führungsrohre (je 50 m lang, 66 cm Durchmesser, 10 Tonnen schwer) im Abstand von 7,5 Metern einbetoniert. Am Barbaratag (4. Dezember 2015) wurde der Bohrplatz mit einem ökumenischen Gottesdienst eingeweiht. Am 14. Januar 2016 wurde der 57 Meter hohe Bohrturm aufgerichtet. Bohrbeginn mit Meißelweihe fand am 28. Januar 2016 in Anwesenheit der Staatsministerin Ilse Aigner statt. Die Tiefbohrarbeiten erfolgten rund um die Uhr. Jede Bohrung wurde in fünf Sektionen niedergebracht, die sich mit zunehmender Tiefe von 58,4 cm (Oberfläche) auf 15,5 cm (ab ca. 4800 m Tiefe) verjüngen. Der Bohrmeißel wurde durch ein Richtbohrsystem in der ersten Bohrung nach Nordosten bzw. in der zweiten Bohrung nach Westen abgelenkt. Durch geologisch-technische Probleme (Anbohren einer Gasblase / verklemmte Verrohrung und feststeckendes Bohrgestänge) kam es zu einer Verzögerung der Bohrarbeiten um mehrere Monate. Anfang April 2017 waren die Bohr- und Testarbeiten beider Tiefbohrungen abgeschlossen und der Bohrturm wurde demontiert. Die zweite Bohrung ist mit einer Bohrstrecke von 6084 m bis in ca. 5100 m Tiefe die tiefste und längste Geothermiebohrung Deutschlands, die zudem mit deutlich über 150 °C das heißeste Thermalwasser im Voralpenland liefert. Zunächst wurde im Dezember 2018 die neu errichtete Heizzentrale und das Fernwärmenetz an die Geothermie angeschlossen. Die Inbetriebnahme des Kraftwerks zur Stromerzeugung erfolgte dann im Juli 2019, die offizielle Einweihung der gesamten Geothermieanlage schließlich am 16. November 2019. Ca. 3,5 MW elektrische Leistung werden in dem Kraftwerk geothermisch generiert.

### Wirtschaft
In Holzkirchen sind ca. 1600 Gewerbetreibende ansässig. Im Landkreis Miesbach ist Holzkirchen ein großer Einkaufsstandort mit zahlreichen Geschäften und Stores.

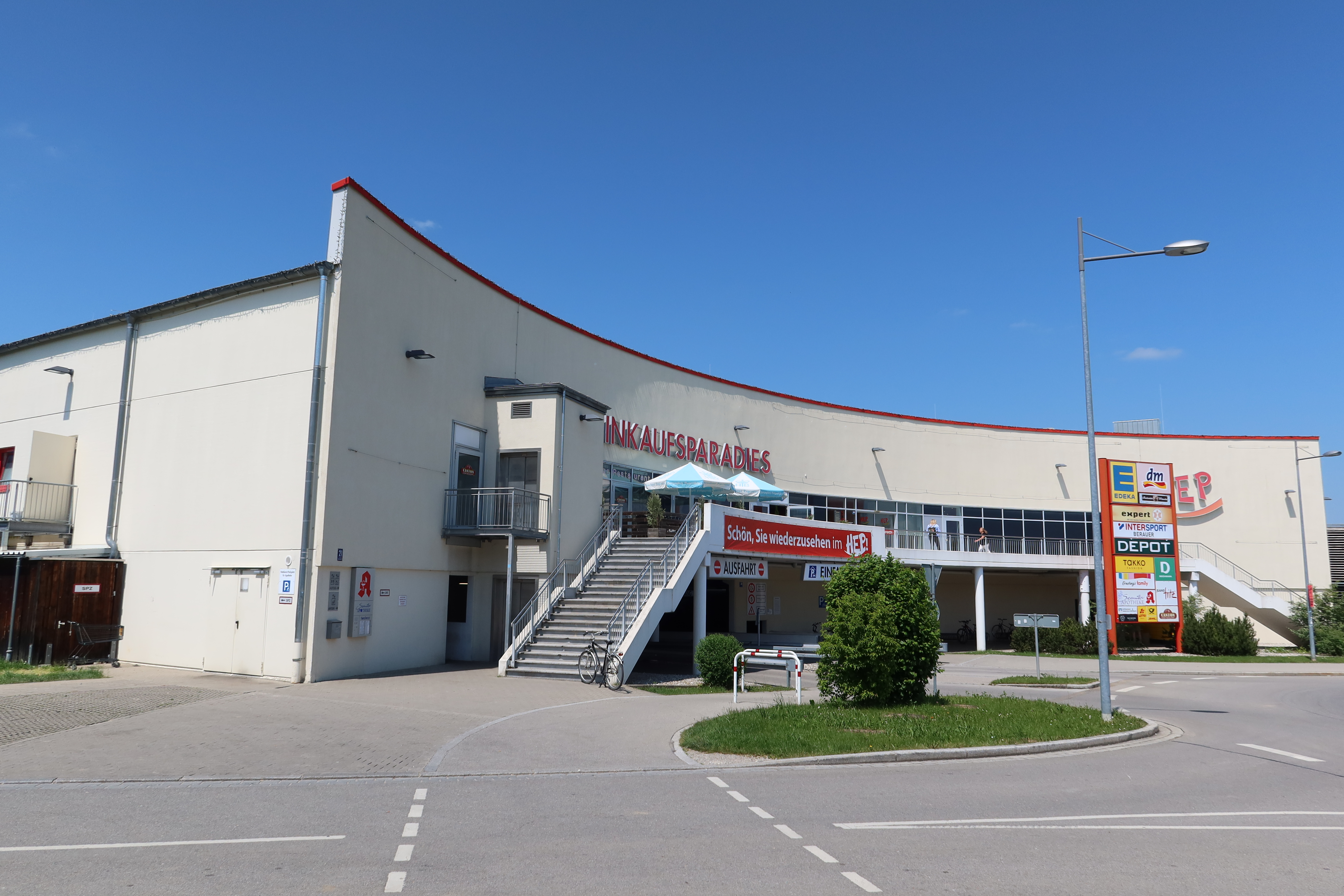
Einkaufsparadies HEP in Holzkirchen

Neben zahlreichen mittelständischen Betrieben haben sich auch Sandoz (Hexal), Panasonic Electric Works Europe und Panasonic Electric Works Deutschland (jetzt nach Ottobrunn disloziert) sowie der Etikettenhersteller CCL Label GmbH, eine Tochtergesellschaft von CCL Industries, mit ihren Hauptfirmensitzen hier niedergelassen. Veolia Verkehr hat in dem Markt ihre süddeutsche Zentrale. Eine bedeutende Niederlassung besitzt auch die Bosch Engineering, die am Standort Holzkirchen im Gemeindeteil Föching ab 2013 ein Entwicklungszentrums errichtet hat. Eine Erweiterung für 900 Mitarbeiter wurde Mitte 2022 eröffnet.
Holzkirchner Oberbräu ist die letzte noch verbliebene der einstmals fünf Brauereien Holzkirchens und gehört heute zur König Ludwig GmbH & Co. KG der Schlossbrauerei Kaltenberg. 2017 wurde 'Sappl Bräu' gegründet.
Zwischen 1958 und 1988 betrieb die Friedrich Deckel AG in Holzkirchen eine Fabrik für Werkzeugmaschinen. Nach dem Abriss der Werkhallen entstand an ihrer Stelle das Einkaufszentrum „Holzkirchner Einkaufsparadies“ mit etwa 7000 Quadratmetern Verkaufsfläche.
Im Jahr 2005 entschied der Gemeinderat, den Gewerbesteuersatz um ein Drittel zu senken; dies wurde überregional rezipiert. Bürgermeister Höß und der bayerische Ministerpräsident Stoiber bezeichneten Holzkirchen in einer Pressekonferenz als „das Monaco Bayerns“. Die Steuersenkung solle den Pharmakonzern Sandoz nach dem Kauf von Hexal dazu zu bewegen, seine neue Zentrale in der Gemeinde anzusiedeln. Der Unternehmenssitz wurde in Holzkirchen angesiedelt, weil dies eine Bedingung der Hexal-Eigentümer (Brüder Strüngmann) im Verkaufsvertrag an Sandoz war.
Überregional bekannt ist das Fraunhofer-Institut für Bauphysik IBP, das eine Außenstelle am Ort hat, obwohl es bereits im Gemeindegebiet Valley liegt.

#### Grünes Zentrum Holzkirchen

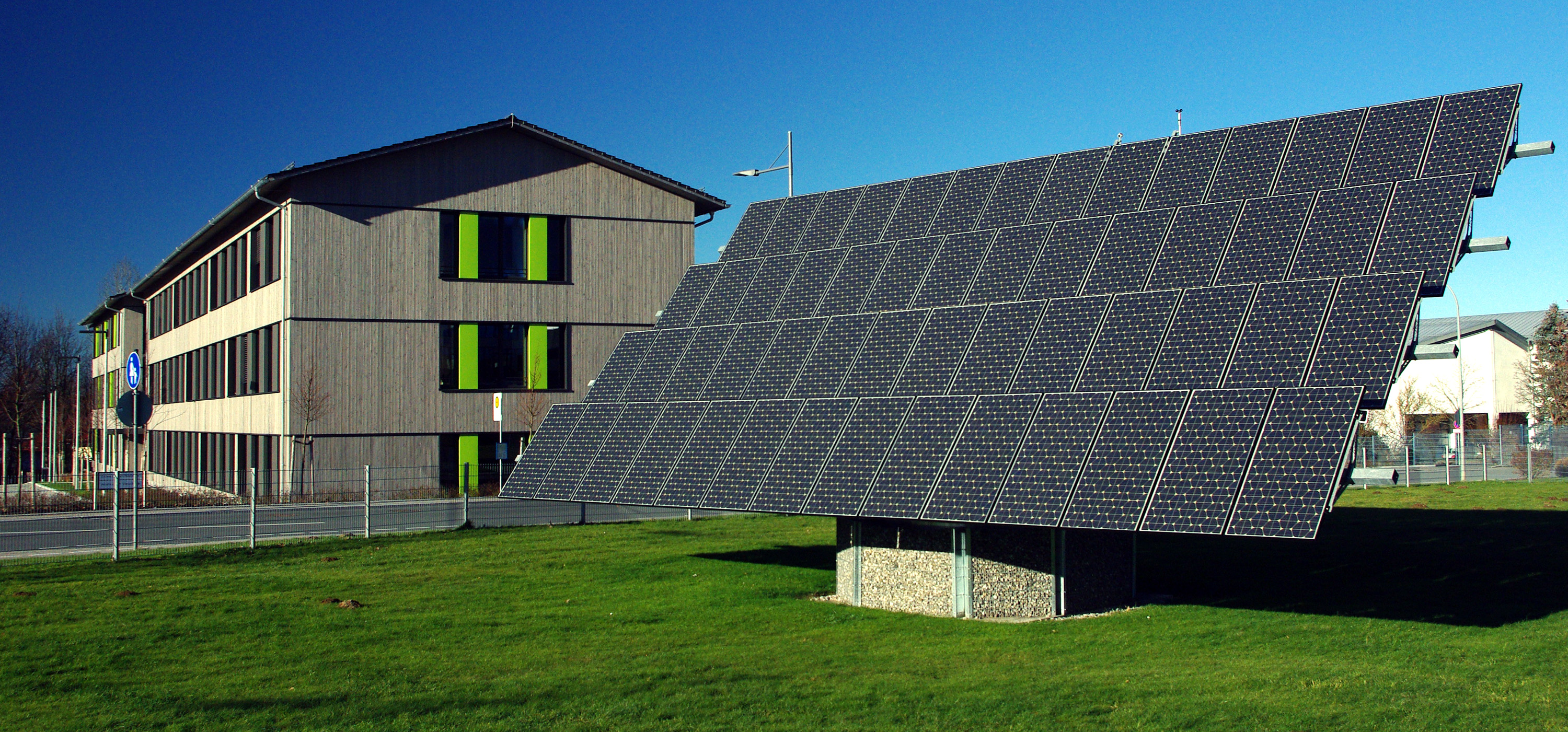
Grünes Zentrum

Das vom Bayerischen Bauernverband (BBV) für 13 Millionen Euro errichtete Grüne Zentrum Holzkirchen wurde im März 2015 eingeweiht. Das Gebäude ist ein energiesparendes Passivhaus. Beheizt wird es über eine Wärmepumpenheizung, die als Wärmequelle Geothermie nutzt. Die Erdwärme wird dabei über 22 Erdsonden mit bis zu 100 Metern Tiefe gewonnen. Im Gebäude sind vertreten:
- Bayerischer Bauernverband (BBV)
- Amt für Ernährung, Landwirtschaft und Forsten
- Landwirtschaftsschule
- Akademie für Alm- und Landwirtschaft
- Almwirtschaftlicher Verein Oberbayern (AVO)
- Kreishandwerkerschaft (Miesbach-Bad Tölz-Wolfratshausen)
- Waldbesitzervereinigung Holzkirchen w. V. (WBV)

#### Ansässige Unternehmen
- Holzkirchner Oberbräu
- Hexal
- Gemeindewerke Holzkirchen
- Panasonic Electric Works Deutschland
- Veolia Verkehr
- Bosch Engineering

## Persönlichkeiten

### Ehrenbürger
- Alois Burgstaller (1871–1945), Kammersänger[32]
- Joseph Marxbauer, ehem. Bürgermeister (Verleihung zum 1. Mai 1916)
- Oskar von Miller (1855–1934), Bauingenieur und Gründer des Deutschen Museums (Verleihung am 16. November 1919)
- Eugen Zeheter, Lehrer (Verleihung im Jahre 1927)
- Geistlicher Rat Dekan Josef Imminger (Verleihung am 24. März 1954)
- Otto Mair, ehem. Bürgermeister (Verleihung am 30. April 1978)
- Geistlicher Rat Pfarrer Josef Straßer (Verleihung am 20. September 1984)
- Ludwig Artmann, Gemeinderatsmitglied (Verleihung am 27. April 2002)

### Erste Bürgermeister
- Christoph Schmid (seit 2020) CSU[33]
- Olaf von Löwis of Menar (2014–2020), CSU
- Josef Höß (2002–2014), CSU
- Manfred Glanz (1990–2002), CSU
- Albert Seiler (1978–1990), SPD
- Otto Mair (1960–1978), CSU
- Franz Obermayer (1952–1960), SPD
- Joseph Marxbauer (1888–1889 und 1906–1916)

### Bekannte Personen
- Franz Xaver von Haeberl (1759–1846),  Mediziner
- Georg Jennerwein (1852–1877), Wildschütz, Wilderer
- Alois Burgstaller (1871–1945), Kammersänger
- Armin Lang (1928–1996), Fernsehproduzent (Äffle und Pferdle) und Synchronsprecher
- Josef Hainz (1936–2018), römisch-katholischer Theologe, Priester und Hochschullehrer
- Georg Kirner (* 1936), deutscher Abenteuerreisender
- Hubert Haß (* 1949), Konteradmiral a. D.
- Ronald Schmid (* 1949), Jurist
- Martin Hinterstocker senior (* 1954), ehemaliger Eishockeyspieler und -trainer
- Helmut Kammerer (* 1958), Buchautor und Fachjournalist
- Hubert Bichler (* 2. September 1959), Sportschütze (mehrfacher Weltmeister, 60-facher Deutscher Meister)
- Peter Lang (* 1965), Künstler
- Manfred Schwabl (* 1966), ehemaliger Fußballprofi (u. a. 1. FC Nürnberg, TSV 1860 München, FC Bayern München)
- Frank Hohenadl (* 1972), ehemaliger Eishockeyspieler
- Felix Remuta (* 1998), Turner

### Weitere Persönlichkeiten
- Victor Kaluza (1896–1974), Lehrer sowie Jugend- und Sachbuchautor; lebte von 1948 bis 1974 in Holzkirchen. Nach ihm wurde die Victor-Kaluza-Straße benannt.
- Martin Erhard (1918–2017), Gewerkschafter und Politiker (SPD); Vorsitzender des Ortsvereins und Mitglied des Gemeinderats von Holzkirchen, MdL
- Ulrich König (* 1949), Regisseur (z. B. Pumuckl, Fernsehserie); lebt in Holzkirchen
- Klaus Walther (* 1955), Journalist, Fernsehredakteur, Auslandskorrespondent und Kommunikationsmanager; lebt in Holzkirchen